# Deriba Merga

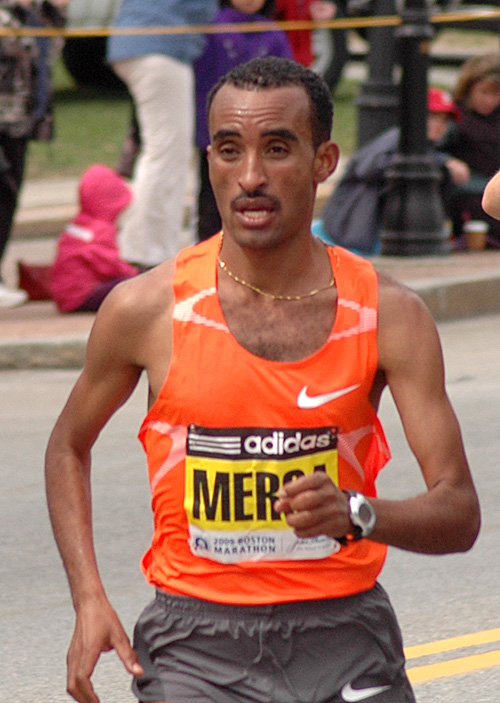
Deriba Merga beim Boston-Marathon (2009)

Deriba Merga (Deriba Merga Ejigu; * 26. Oktober 1980 in Nekemte) ist ein äthiopischer Langstreckenläufer, der sich auf Straßenläufe spezialisiert hat.

## Laufbahn
Bei den Straßenlauf-Weltmeisterschaften 2006 in Debrecen wurde er über 20 km Sechster in 57:27 min. Im äthiopischen Team, das Bronze gewann, war er der schnellste.
Beim Paris-Marathon 2007 wurde er Elfter in 2:13:33 h. Bei den Straßenlauf-Weltmeisterschaften 2007 in Udine über die Halbmarathon-Distanz wurde er Vierter in 59:16 min und gewann erneut Mannschafts-Bronze. Der Durchbruch auf der Marathonstrecke gelang ihm kurz danach beim Fukuoka-Marathon. Dort wurde er in 2:06:50 h Zweiter und blieb wie der Sieger Samuel Kamau Wanjiru unter dem Streckenrekord.
2008 siegte er beim World’s Best 10K (10 km) in 28:03 min und wurde beim London-Marathon in 2:06:38 h Sechster. Er war damit hinter Haile Gebrselassie der zweitschnellste Äthiopier des Jahres und wurde für die Olympischen Spiele in Peking nominiert.
Beim olympischen Marathon sorgte er lange für ein hohes Tempo. Erst bei Kilometer 37 musste er den späteren Sieger Samuel Kamau Wanjiru und Jaouad Gharib ziehen lassen, erlitt dann aber einen Einbruch und wurde auf der Stadionrunde von seinem Landsmann und Trainingspartner Tsegay Kebede überholt und auf den vierten Platz verdrängt. Bald darauf siegte er beim Delhi-Halbmarathon in 59:15 min und egalisierte damit die Weltjahresbestzeit von Haile Gebrselassie.
2009 gewann er zunächst in beeindruckender Manier den Houston-Marathon im Januar. Mit seiner Siegerzeit von 2:07:52 h unterbot er den zwanzig Jahre alten Streckenrekord um über zwei Minuten. Im Februar belegte er beim RAK-Halbmarathon in 59:18 min den dritten Rang, nachdem er lange Zeit geführt hatte. Mit seiner Zwischenzeit von 41:29 min bei Kilometer 15 stellte er den Weltrekord von Felix Limo ein. Im April gewann er dann den Boston-Marathon in einer Zeit von 2:08:42 h. Beim 10-km-Rennen des Ottawa Race Weekends brach er mit 27:24 min den 21 Jahre alten Streckenrekord; eine Woche später siegte er über dieselbe Distanz bei der World 10K Bangalore.
Beim Marathon der Weltmeisterschaften in Berlin war er noch bei km 35 in der dreiköpfigen Spitzengruppe, fiel dann aber weit zurück und gab das Rennen auf. In Delhi dagegen konnte er seinen Titel mit einer Zeit von 59:54 min verteidigen.
2010 wurde er Dritter in Boston und stellte beim Bogotá-Halbmarathon einen Streckenrekord auf. 2011 gewann er den RAK-Halbmarathon. Einem zweiten Platz beim Biwa-See-Marathon folgten ein Streckenrekord beim Yangzhou-Jianzhen-Halbmarathon. und ein erneuter Sieg über 10 km beim Ottawa Race Weekend.
2012 wurde er Zweiter beim New-York-City-Halbmarathon.

## Zitate
„Ich laufe immer mit dem Ziel, zu gewinnen oder einen Weltrekord zu brechen, aber ich laufe nie ins Ziel, wenn ich nicht unter die ersten drei komme. Wenn ich während eines Rennens merke, dass ich nicht unter die ersten drei kommen kann, gebe ich auf. Das ist meine Philosophie.“
(“I always aim to win or break a world record but I never finish unless I will finish in the top 3. If I anticipate ahead of time that I will not be top 3, I quit. That is my philosophy.”) – Deriba Merga auf einer Pressekonferenz vor dem Boston-Marathon 2010.

## Persönliche Bestzeiten
- 10.000 m: 27:02,62 min, 26. Mai 2007, Hengelo
- 10-km-Straßenlauf: 27:24 min, 23. Mai 2009, Ottawa
- 15-km-Straßenlauf: 41:29 min, 20. Februar 2009, Ra’s al-Chaima
- Halbmarathon: 59:15 min, 9. November 2008, Neu-Delhi
- Marathon: 2:06:38 h, 13. April 2008, London